# Эймюр, Мехмет
Мехмет Эймюр (5 сентября 1943 — 13 января 2024) — сотрудник турецкой национальной разведывательной организации (MIT). Присоединился к MIT в 1965 году, в 1995-1996 годах возглавлял отдел по борьбе с терроризмом. Считается правой рукой Хирама Абаса, который занимал должность заместителя главы MIT.

## Биография
Родился в Стамбуле в 1943 году. Отец Мехмета Эймюра, Мазхар Эймюр, работал в Службе национальной безопасности — предшественнице MIT, также Мазхар принимал участие в подавлении Дерсимского восстания.
Мехмет Эймюр учился в Стамбульской академии экономических и финансовых наук (тур. İstanbul İktisadi ve Ticari İlimler Yüksek Okulu)..

### Личная жизнь
У Эймюра есть жена Джансет, сын Альп и дочь Айше.

## Карьера
Эймюр присоединился к MIT в 1965 году, ещё будучи студентом. В 1971 году Эймюр стал одним из сотрудников MIT, которые допрашивали на вилле Зивербей людей, арестованных после государственного переворота.
В 1984 году Эймюр, на тот момент возглавлявший подразделение по борьбе с контрабандой, принимал участие в «Операции крёстных отцов» (тур. Babalar Operasyonu), целю которой являлась борьба с оргпреступностью. В результате операции, помимо ряда преступных лидеров, был арестован босс боссов Дюндар Кылыч.
Эймюр подготовил документ, ставший известным как «Отчёт MIT 1987 года», в котором ряд политиков и государственных деятелей, в том числе Невзат Аяз, Унал Эркан и Мехмет Агар обвинялись в связях с преступностью. В январе 1988 года отчёт попал в прессу и был опубликован изданием «2000’e Doğru». 10 июня 1988 года Эймюр подал в отставку. Руководство MIT заявило, что документ был подготовлен без его ведома.
После отставки Эймюр совместно со своим коллегой по MIT Коркутом Экеном около пяти лет занимался бизнесом в Анталье.
В середине 1993 года премьер-министром Турции стала Тансу Чиллер, после этого Эймюр вернулся в MIT и был назначен главой отдела особой разведки (тур. Özel İstihbarat Dairesi). По данным журналиста Авни Озгюрела, этот отдел возглавлял Хирам Абас. Позднее Эймюр перешёл в подразделение по операциям (тур. Operasyon Başkanlığı). Его начальником стал Шенкал Атасугун. Эймюр и Атасугун не ладили, поэтому Эймюр попросил руководство перевести его в другой отдел.
31 января 1995 года Эймюр был переведён в созданный незадолго до этого отдел по борьбе с терроризмом. Этот отдел был создан по личному указанию Тансу Чиллер, его сотрудники принимали активное участие в турецко-курдском конфликте.
По словам Эймюра, после перевода его познакомили с Махмутом Йылдырымом — наёмным убийцей, известным под кличкой «Ешиль» (Yeşil), который работал на JİTEM. Впоследствии Эймюр утверждал, что не знал, что на момент его знакомства с Йылдырымом, тот находился в розыске. Также, по словам Эймюра, Йылдырым никогда официально не являлся членом MIT, но по приказу Эймюра «Ешиль» принимал участие в нескольких «операциях», которые осуществлялись за границами Турции. По словам Эймюра, отдел по борьбе с терроризмом, в котором он работал, был близок к ликвидации лидера РПК Абдуллы Оджалана, но операция закончилась неудачей вследствие саботажа.
В марте 1996 года Месут Йылмаз сменил Тансу Чиллер на посту премьер-министра, после этого отдел по борьбе с терроризмом был закрыт. Йылмаз утверждал, что MIT было против существования отдела по борьбе с терроризмом, также, по словам Месута Йылмаза, этот отдел работал на Фетхуллаха Гюлена. Впоследствии, во время расследования Сусурлукского скандала, начальник полиции Ханефи Авджи в суде заявил, что «банда Эймюра» действовала нелегально.
В 1999 году Эймюр окончательно уволился из MIT и переехал в Вирджинию.
В 2008 году Эймюр неоднократно упоминался турецкой прессой в качестве человека, который мог стоять за Тунджаем Гюнеем, который считается «ключевым свидетелем» по делу Эргенекон, сам Эймюр отрицает любую связь с Гюнеем.